# Wehrheim
Wehrheim è un comune tedesco di 9 340 abitanti,, situato nel land dell'Assia.